# Augustyn Dziwisz
Augustyn Dziwisz (ur. 28 sierpnia 1918 w Królewskiej Hucie, zm. 3 lipca 1982 w Katowicach) – polski piłkarz, pomocnik i napastnik, trener piłki nożnej, zdobywca tytułu mistrza Polski z Górnikiem Zabrze (1961), wicemistrzostwa Ligi z Górnikiem Radlin (1951).

## Kariera klubowa
Był wychowankiem Ruchu Chorzów (1929-1930), następnie występował w klubach Haller Chorzów, Policyjny KS Sosnowiec, Czarni Lwów, Union Gdynia, ZK Hajduki, RKS Batory Chorzów i ponownie w Ruchu Chorzów (od lipca 1939). Po II wojnie światowej był zawodnikiem RKS Batory Chorzów (1946-1947).
Był jednym z ośmiorga rodzeństwa, piłkarzami byli także jego bracia: Karol (mistrz i reprezentant Polski, w barwach Ruchu), Alojzy (ligowiec w barwach Czarnych Lwów i Ruchu), Emil (mistrz Polski z Ruchem), Edward (gracz rezerw Ruchu, założyciel i prezes KS Haller Chorzów) i Konstanty (piłkarz RKS Hajduki). Brat Feliks był działaczem Ruchu, ze sportem nie była związana siostra, Helena.

## Kariera trenerska
Był trenerem wielu klubów, m.in.:
- Górnik Radlin (1951-1954) – wicemistrzostwo I ligi (bez tytułu wicemistrza Polski, który przypadł finaliście Pucharu Polski) w 1951, w kolejnych latach w I lidze: 1952 – 10. miejsce, 1953 – 8. miejsce, 1954 – 6. miejsce
- Szombierki Bytom (1953-1954) – dwukrotnie zajmował 4. miejsce w II lidze (według źródeł prowadził równocześnie dwie drużyny),
- Górnik Zabrze (grudzień 1954-grudzień 56) – w 1955 zajął 2. miejsce w II lidze premiowane awansem do I ligi, w 1956 doszedł z drużyną do finału Pucharu Polski w 1956, w I lidze w 1956 zajął szóste miejsce
- Szombierki Bytom (1957) – 9. miejsce w II lidze
- Górnik Zabrze (lipiec 1960-maj 1962) – w sezonie 1960 wywalczył 3 m. miejsce, w 1961 zdobył mistrzostwo Polski, w sezonie 1962 został zwolniony na 4 kolejki przed końcem rozgrywek, jego klub zdobył ostatecznie wicemistrzostwo Polski i był finalistą Pucharu Polski
- Cracovia (czerwiec 1962-grudzień 1963) – objął drużynę na trzy kolejki przed końcem sezonu i spadł z nią do II ligi, zajmując 14. miejsce, w sezonie 1962/1963 zajął 5. miejsce w II lidze, odszedł po rundzie jesiennej sezonu 1962/1963
- Ruch Chorzów (grudzień 1963-wrzesień 1964) – objął drużynę przed rundą wiosenną sezonu 1963/1964, zajął z drużyną 7. miejsce w I lidze, odszedł po sześciu kolejkach sezonu 1964/1965
- Motor Lublin (1964/1965) – rozgrywki okręgowe i awans do II ligi
- Piast Gliwice (listopad 1965-czerwiec 1967) – półtora sezonu w lidze okręgowej
- Szombierki Bytom (runda jesienna sezonu 1967/1968) – I liga
- GKS Katowice (1968) – objął drużynę w rundzie wiosennej sezonu 1967/1968, zajmując w I lidze 8. miejsce, odszedł po 9 kolejce rundy jesiennej sezonu 1968/1969
- Górnik Radlin (1969-1971) – dwa sezony w lidze okręgowej (odpowiednik III ligi)
- Lech Poznań (sierpień 1972-kwiecień 1973) – drugi z trzech trenerów w trakcie sezonu 1972/1973
- Miedź Legnica (1974/1975) – rozgrywki okręgowe (odpowiednik III ligi)

Czterokrotnie współpracował z pierwszą reprezentacją Polski przy meczach międzypaństwowych (29.11.1953 z Albanią, 14.09.1958 z Węgrami, 11.04.1962 z Francją, 1 5.04.1962 z Marokiem). Prowadził też reprezentację „B” i reprezentację młodzieżową.

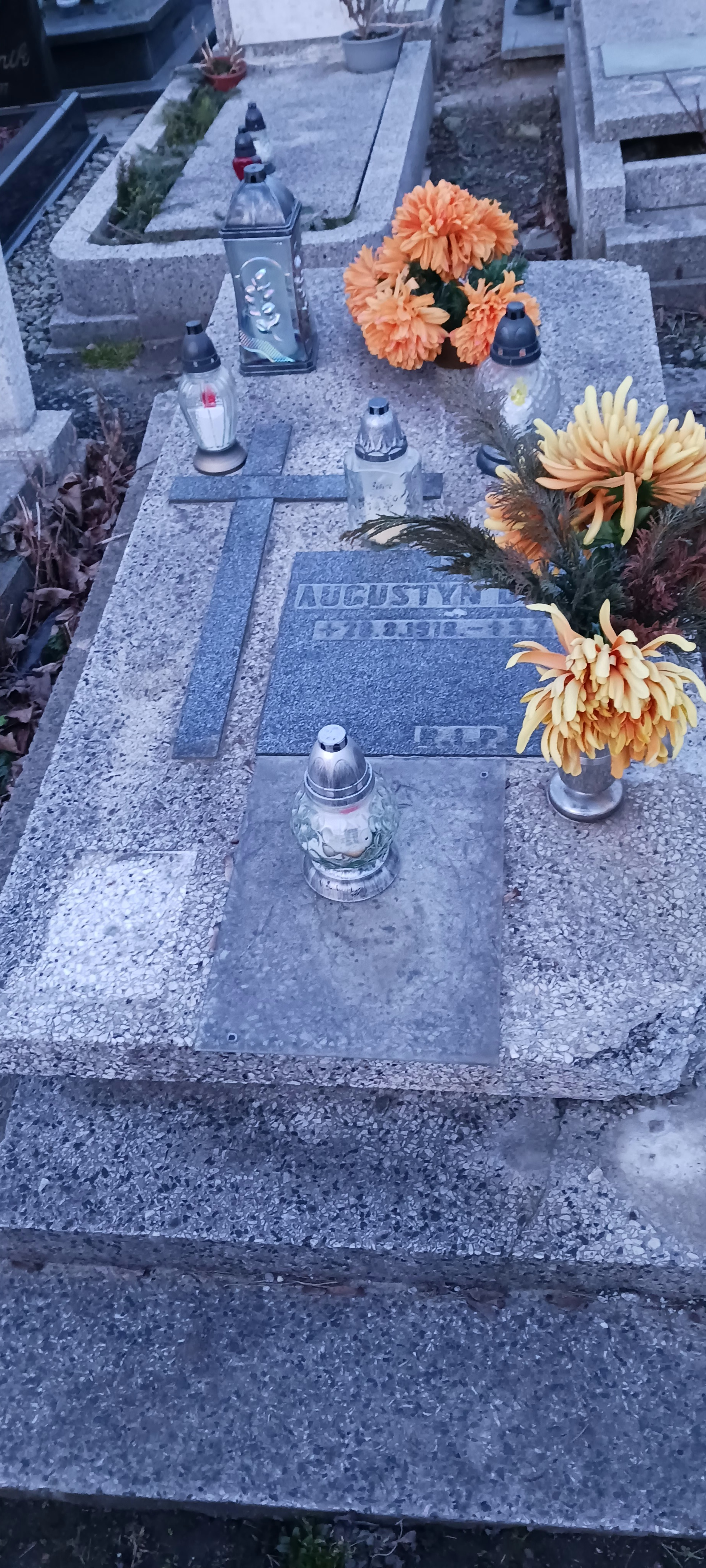
Grób Augustyna Dziwisza na cm. św. Szczepana w Katowicach-Bogucicach